# Interpretació musical

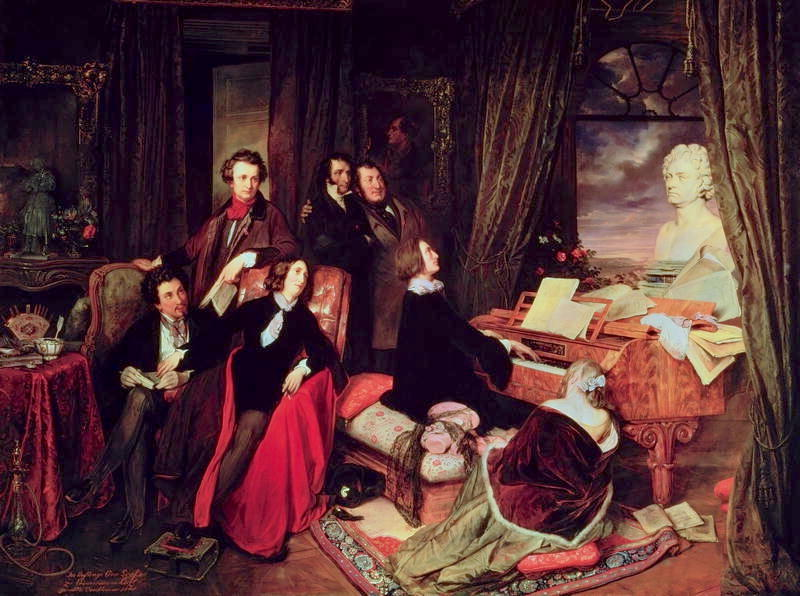
Franz Liszt en una interpretació privada, en la visió idealitzada de Joseph Danhuaser (1840)

La interpretació musical és el procés o acció de fer música, de produir-la amb la veu, instrument(s) o altres objectes capaços de produir sons musicals. L'acte en el qual la interpretació es fa pública s'anomena concert, recital, jam session i encara amb altres nomenclatures en funció, sobretot, del tipus de música que s'hi interpreta. El músic –instrumentista, cantant o director– que condueix aquesta interpretació, o hi participa, en el cas que aquesta sigui col·lectiva, s'anomena intèrpret. Algunes persones entenen diferentment l'acte de la interpretació musical del de l'execució musical. En aquest cas, la diferència rau en el fet que la primera atén a tots els elements de la música, mentre que la segona es limita a traduir a sons estrictament allò que consta a la partitura.

## La interpretació musical com a veritable interpretació

Formes habituals d'anotar un trinat sobre una partitura

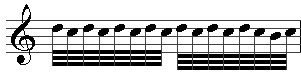
Possible interpretació del trinat anterior, començant per la nota auxiliar

Tenint en compte que la interpretació, no musical sinó entesa de forma genèrica, és un acte de l'enteniment que intenta explicar algun objecte, ja sigui un text, una obra d'art o teatre, un discurs o un acte de parla, el mateix concepte d'interpretació pressuposa que aquest procés ha estat precedit d'un altre, el de la composició musical que ha elaborat l'objecte o el text, o l'obra d'art que l'acte de la interpretació “explica”. Cal tenir en compte, doncs, que l'acte de la interpretació musical com a complementari del de la composició, la concepció del procés de producció de música en dues facetes, és una singularitat d'algunes tradicions musicals, entre elles música occidental, però que no afecta a totes.
En els contextos acadèmics europeus en què s'ha gestat aquest concepte, aquest procés havia de traduir en sons uns signes anotats a la partitura. Atès que –malgrat que l'exactitud d'aquesta notació ha fet un procés genèric de concreció creixent– la notació musical en poques ocasions ha volgut o ha aconseguit explicar amb exactitud tots els elements de la interpretació; sempre s'ha requerit un treball real d'interpretació d'allò que l'autor havia volgut. D'aquí que qui ho toca, canta o dirigeix en sigui realment l'intèrpret; d'aquí, també, que un mateix text pugui rebre una diversitat d'interpretacions que pot estar en relació inversa al grau de concreció de la partitura.
Atès que, en la música occidental l'ornamentació sempre s'ha anotat de manera abreujada, la seva 'resolució' sempre comporta una certa dosi de veritable interpretació de com cal traduir a sons aquests signes. Quelcom semblant caldria dir d'altres elements de la notació com per exemple el xifrat

## Els paràmetres bàsics de la interpretació
Els paràmetres bàsics que determinen la interpretació són:
- Els instruments emprats.
- La tècnica o ventall de tècniques emprades per a fer-los sonar.
- L'afinació d'aquests instruments, és a dir, l'altura absoluta i l'escala musical emprada.
- El tempo.
- L'articulació.

Alguns d'aquests elements venen determinats, al seu torn, tant per plantejaments apriorístics sobre el resultat que es vol assolir, com per condicionants específics de cada interpretació, entre els quals hi ha l'acústica de l'espai on aquesta té lloc, o la perícia dels intèrprets, entre d'altres.
En general, cada estil requereix unes maneres d'interpretar-lo, una determinada manera de jugar amb aquests paràmetres. En alguns casos, però –per exemple en el cas de transcripcions a instruments inexistents en l'estil original de la composició (Antonio Vivaldi per a guitarra elèctrica, per exemple)– es crea una distància entre l'estil compositiu i l'estil interpretatiu.
En les interpretacions en públic, o concerts, hi intervenen molts altres paràmetres propis de la posada en escena d'un espectacle.

## Tendències interpretatives

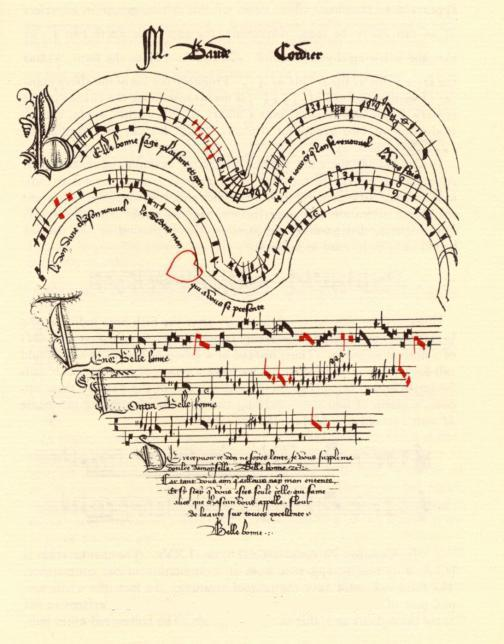
Partitura de la chanson Belle, bonne, sag, de Baude Cordier, continguda al Manuscrit Chantilly; segona meitat del. La interpretació de música escrita en altres sistemes de notació requereix uns coneixements específics

L'acte de la interpretació no sempre i a tot arreu ha pretès interpretar la voluntat de l'autor. Des d'aquest punt de vista hom pot entendre que els criteris bàsics per a la interpretació musicals són dos: o bé l'estudi de la partitura i de tot allò que l'envolta per assolir una interpretació el més propera possible a la voluntat de l'autor, o bé l'ús de la partitura per arribar a una nova creació personal de l'intèrpret, a una recreació, o –en tot cas– una interpretació que no té com a principal objectiu la restitució d'una sonoritat original. Un exemple clar de la segona tendència és el tipus d'interpretació de la música barroca que feu durant el Romanticisme i bona part del segle xx, fins a la irrupció de la música antiga: s'interpretava amb uns instruments que no eren aquells per als quals havia estat pensada aquella música; es tendia a interpretar-la amb conjunts d'unes dimensions i una sonoritat molt més gran que l'original i es variaven molts dels paràmetres bàsics que configuren la interpretació. En contrapartida, un exemple de la primera és el moviment que, a partir de la dècada de 1970 encapçalà Nikolaus Harnoncourt i que es coneix com a música antiga.
No sols la interpretació de la música que s'expressa amb una notació que és molt curosa amb tota mena d'indicacions sobre com ha de ser interpretada permet una interpretació fidel amb les intencions originals. En el cas de música anotada de forma menys rigorosa i/o de música que en ella mateixa requereix un cert grau d'indeterminació o d'improvisació, aquest rigor s'assoleix a base de l'estudi de fonts documentals paral·leles –i sovint contemporànies– de l'obra a interpretar.